# New York City (canción)
«New York City» es el primer sencillo de la banda Emigrate. La versión promocional del sencillo tiene una cubierta alternativa. La máscara de gas tiene un edificio en llamas en lugar de una mujer reflejada en las lentes. Ha sido considerada la canción más exitosa de la banda, hasta ahora. Richard, en el vídeo musical, puede ser visto caminando por Nueva York, luego llega a un lugar y se sienta en la 'E' de Emigrate y canta mientras va recordando escenas con una chica. La canción ha sido reconocido por muchos como un fenómeno, ahora como el vocalista principal y hace lo que Till Lindemann dice como: «[Un] trabajo increíble cantando y hace la canción perfecta en todos los sentidos, quien habrá conocido como mi compañero guitarrista alemán ahora cantar en dialecto americano genial, estoy muy orgulloso de Rick».

## Lista de canciones
Sencillo en CD
1. «New York City» [Single Edit] - 3:26
2. «Blood» - 3:44
3. «My World» - 4:17
4. «New York City» [Eat Your Heart Out Remix by Alec Empire] - 3:49
5. «My World» ["Resident Evil: Extinction" Video] - 4:21

Vinilo de "7"
1. «New York City» [Eat Your Heart Out Remix by Alec Empire] - 3:49
2. «My World» - 4:17

Promo
1. «New York City» [Single Edit] - 3:26
2. «New York City» [Eat Your Heart Out Remix by Alec Empire] - 3:49